# Polyplectropus aiolos
Polyplectropus aiolos is een schietmot uit de familie Polycentropodidae. De soort komt voor in het Oriëntaals gebied.